# Luneray
Luneray település Franciaországban, Seine-Maritime megyében. Lakosainak száma 2166 fő (2022. január 1.). Luneray Brachy, Crasville-la-Rocquefort, La Gaillarde, Greuville, Gruchet-Saint-Siméon és Gueures községekkel határos.

## Népesség
A település népességének változása:
| Lakosok száma | 2156 | 2182 | 2326 | 2211 | 2190 | 2169 | 2164 | 2170 | 2166 |
|               | 2013 | 2015 | 2016 | 2017 | 2018 | 2019 | 2020 | 2021 | 2022 |